# Диоскурид (военачалник)
Вижте пояснителната страница за други личности с името Диоскурид.
Диоскурид (на старогръцки: Διοσκουρίδης), син на Птолемей (?), е македонски командир на флота по време на диадохските войни през IV век пр. Хр.
Той е племенник на диадох Антигон I Монофталм. Неговият брат вероятно е военачалникът Птолемей († 309 г. пр. Хр.).
По време на третата диадохска война през 313 г. пр. Хр. той закарва 80 кораба от Хелеспонт и Родос на чичо му в превзетия от него град Тир. След това той е изпратен със 190 кораба в Егейско море, за да защитава островите там, съюзници на Антигон, от Касандър и да привлече още неутралните острови на негова страна, от които се образува Несиотския съюз с център Делос. Същата година той отблъска нападение на Касандър против Атина на Лемнос. След това за него не се пише.